# Zinkgruvan
Zinkgruvan est une localité de Suède dans la commune d'Askersund située dans le comté d'Örebro.
Sa population était de 333 habitants en 2019.

## Histoire
L'histoire de la localité, dont le nom signifie "mine de zinc" est étroitement liée à la mine située dans la localité. Le village et la mine sont nés au XIXe siècle. La mine est située au-dessus d'une zone au minerai exceptionnellement riche en zinc, à 20 km d'Askersund.